# Pairana
Pairana è l'unica frazione del comune di Landriano ed è posta ad oriente del centro abitato, verso Melegnano.

## Storia
L'origine storica del paese risale all'epoca romana, come attestano alcuni laterizi rinvenuti in occasione della deprecabile distruzione del castello, avvenuta nel 1994. Lo stesso nome del paese deriverebbe dal nome personale latino dell'antico proprietario (Parius), da cui derivò Vico Pariano, attestato in un documento altomedievale dell'anno 856. È interessante rilevare che nella parlata locale si è conservata questa forma più antica “Pariana”, poi italianizzata in Pairana. 
Fin dal IX secolo, fece parte del feudo di Bascapè, appartenente all'omonima famiglia, passando nel XIV secolo ai marchesi Brivio (che si definivano “feudatari di Melegnano e di Pairana”). 
Nel 1751 il paese contava una popolazione di 471 abitanti, tutti dediti alle attività agricole, tanto che l'attrattività dei più trafficati centri vicini fece poi scendere i residenti fino alle 399 unità del 1805. Fu sempre strettamente legata a Milano, passando alla giurisdizione di Pavia per volere del governo austriaco dapprima provvisoriamente nel 1786, e poi a titolo definitivo nel 1815.
La località non diede particolari segni di sviluppo, conteggiando 489 anime nel 1859, e poi 498 nel 1861 e 425 nel 1871, tanto che nel 1872 fu unita al comune di Landriano.

## Parrocchie
La chiesa parrocchiale è dedicata alla Purificazione di Maria Vergine. Fu costruita nel XV secolo su un edificio più antico.